# Schwarzau (Gemeinde Moorbad Harbach)
Schwarzau ist eine Ortschaft in der Gemeinde Moorbad Harbach im Bezirk Gmünd in Niederösterreich mit 9 Einwohnern (Stand 1. Jänner 2024).

## Geografie
Die Rotte an der Westflanke des Nebelsteins besteht heute aus dem Schwarzauer Hof, einem Fürstenbergschen Gutsbetrieb, und einigen Häusern weiter südlich. Durch den Ort fließt der Schwarzaubach. Am 1. April 2020 umfasste die Ortschaft 6 Adressen.
Schwarzau ist einer der kältesten Orte des Waldviertels. Die ZAMG hat im Jahre 2022 hier eine Wetterstation eingerichtet (). Im Jänner 2024 wurden −21,1 °C gemessen.

## Geschichte
Erstmals erwähnt wurde der Name „Schwarzau“ im Jahr 1574 in einer Grenzbeschreibung des Landgerichts Weitra. Früher lebten hier viele Holzfäller, heute sind aber nur mehr wenige Häuser intakt und bewohnt.
Die Glashütte in Schwarzau wurde 1710 gegründet. Der Franziszeische Kataster von 1823 zeigt an der Stelle die Schwarzauer Glashütte und die zahlreichen Nebengebäude der Arbeiter. Diese Glashütte war im 18. Jahrhundert als Fürstenbergische Glashütte zu Weitra bekannt und würde später von der Glashütte Joachimstal als deren Zweigbetrieb übernommen und von Joseph Wenzel Zich geführt. Um 1835 pachtete Carl Stölzle (1802–1865) die beiden Glashütten und legte damit den Grundstein für die heutige Unternehmensgruppe Stoelzle-Glasgruppe. 1851 wurde die Glashütte in Schwarzau aufgelassen.
Nach dem Verfall der Hütte nannte man diese Stelle „Alte Schwarzau“.
Der Meierhof () wurde 1797 erbaut, wie eine Inschrift über der Toreinfahrt belegte: „Auf dieser Erde baut man fest, - sind alle doch fremde Gäst. Und wo man soll ewig sein, baut man sich nichts hinein – Gelobt sei Jesus Christus. 1797“. 
1877 wurde der Meierhof umgebaut und die Toreinfahrt mit der Aufschrift entfernt.
Bei der Volkszählung 1901 wurden 15 Häuser und 197 Einwohner gezählt, bei der Volkszählung 1934 175 Einwohner.
Im Adressbuch von Österreich war im Jahr 1938 der Fürstenbergsche Gutshof verzeichnet.
1954 wurde eine kleine Holzkapelle () vor dem Meierhof errichtet.
Bis zur Eingemeindung von Hirschenwies in die Gemeinde Harbach am 1. Jänner 1972 war Schwarzau ein Ortsteil der damaligen Gemeinde Hirschenwies.